# Atelopus chiriquiensis
Atelopus chiriquiensis är en groddjursart som beskrevs av Shreve 1936. Atelopus chiriquiensis ingår i släktet Atelopus och familjen paddor. IUCN kategoriserar arten globalt som akut hotad. Inga underarter finns listade.

## Bildgalleri

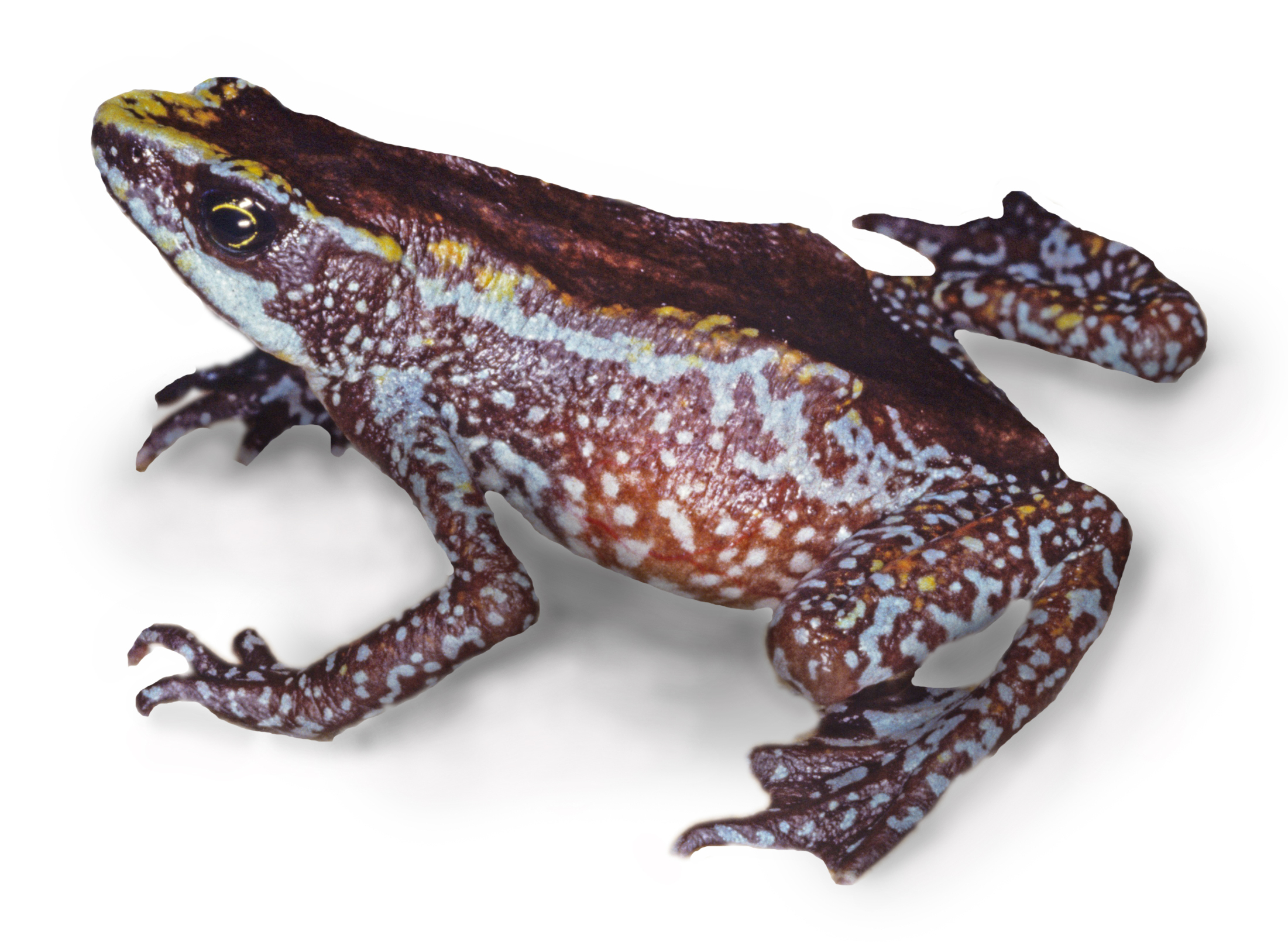